# 金信則
今 信則（こん のぶのり）は、安土桃山時代から江戸時代初期にかけての武将。津軽氏の家臣。

## 出自
金氏は津軽氏の重臣。「金」姓は「今」「昆」とも書き、信則の祖父は今信忠、曽祖父は今信綱である。また、「金」と「今」は本別家の関係であるとの説もある。

## 生涯
金信就の子として誕生。
慶長5年（1600年）、関ヶ原の戦いにおける西軍の勝利を信じた尾崎喜蔵、板垣将兼、多田玄蕃ら500人が堀越城を武力占拠すると、信則は板垣、尾崎の2人を討ち取り、この反乱を収拾。この功績で津軽為信から500石を賜った。慶長8年（1603年）、父・信就の死で1000石を継ぎ、1500石の大身となった。
その後、為信の長男・信建の子である熊千代附となるが、慶長14年（1609年）、熊千代の跡目相続が認められなかった事による津軽騒動により、同年3月29日切腹した。
なお、子・信久が兼平信孝に引き取られ、後に100石で与力となり、存続した子孫には金氏が下新岡村を領し、金信就が「下新岡信就」を称したことから、「新岡」姓を名乗り、累代郷士となったものもいる。。